# Shelli Paroline
Shelli Paroline est une dessinatrice de bande dessinée et illustratrice américaine.

## Biographie
Après des études à l'école des arts Mass de Boston, Shelly Paroline rencontre Braden Lamb en 2007 dans un magasin de comics. Tous deux font ensuite partie d'un groupe de fan de comics, le Boston Comics Roundtable qui commence à publier des anthologies de bandes dessinées. Tous deux peuvent y publier des histoires comme Fish Wives. En 2010, Paroline et Lamb sont en couple. Ils travaillent pour la maison d'édition Kaboom! sur des  adaptations de  l'Âge de glace et les  Muppets. Ils adaptent aussi la série Adventure Time qui leur vaut de nombreuses récompenses. Ils se marient en 2011.

## Prix et récompenses
- 2013 : Prix Eisner de la meilleure publication pour enfants avec Adventure Time (avec Braden Lamb et Ryan North)